# 高玉宝 (小说)
《高玉宝》是中华人民共和国作家高玉宝一部自传性质的单行本小说，实际写作者荒草。1955年4月20日由中国青年出版社首次出版。小说讲述中国东北的农村少年高玉宝在周姓地主家受残酷剥削、虐待，最终参加革命的故事。小说在国内外共有二十多种版本，中文版印数高达450多万册，改编为24种连环画和多种文艺演唱形式。
在以阶级斗争为纲的社会大背景下，《高玉宝》描述的周姓地主——“周扒皮”成为反面地主形象，被中华人民共和国政府树立典型在全国宣传而使其闻名中国大陆地区。小说第九章节《半夜鸡叫》，描述“周扒皮”为剥削雇农半夜学鸡叫，而被雇农设计。日本军官将“周扒皮”当成偷鸡贼，开枪打伤。“半夜鸡叫”成为地主剥削雇农的形象，从此家喻户晓。后来“周扒皮”被世人比喻为地主阶级的著名典范。1964年小说《高玉宝》改编为美术片《半夜鸡叫》。中国大陆官编小学《语文》从六十年代初开始，一直收录原小说节选《半夜鸡叫》，直至2000年前后删除。《高玉宝》虽是自传体小说，但“周扒皮”的事迹却是虚构的，甚至与事实相反。

## “周扒皮”原型
周扒皮原型周春富，居住在辽宁省复县（今辽宁省瓦房店市）黄店屯村。周春富是闯关东的后人，有五个儿子，家族共有20多口人，拥有200多亩土地，油坊、磨房、染坊、粉坊以和杂货铺各一。抗日战争胜利后，中国共产党实际控制了东北地区，国民政府仅接收了几个大城市。1946年，中国共产党在东北地区推行土改。1947年，辽宁各地党政领导决定：“贯彻依靠贫雇农，团结中农，打击地主，消灭地主阶级的阶级路线”，“彻底解决平分土地问题”。年底，土改工作队第二次进入黄店屯村，据村中老人回忆，周春富最终在批斗会上被打死。作者高玉宝说：“周扒皮的确是在被批斗时，被愤怒的群众活活打死的。他干的坏事、丑事比我在书中写的要多得多。我是给他留足了面子的”。在别的场合高玉宝还说过他目击周扒皮被枪毙。
对于周春富的评价，短工孔宪德说“农忙的时候，就去帮忙，好吃好喝不说，你还得给我工钱，不给工钱谁给他幹一天的工钱还能买十斤米呢。你不好好待我，我就不给你幹。”长工王义帧说：“都说老头狠，那是对儿女狠，对伙计还行。没说过我什么，我单薄，但会干。老头说，会使锄，能扛粮就行。”长工孔兆明被干部要求上台“忆苦思甜”时，孔兆明说走了嘴：“我们当时在周家吃的是啥？吃的都是饼子，苞米粥，还有豆腐，比现在吃的好多了……当时在周家一年能挣8石粮，可养活全家。”干部连忙把孔兆明拉下了台。

## 创作过程和作者荒草
1950年代初解放军全军大扫盲中，荒草（本名郭永江，1916年－1993年）帮助高玉宝修改自传。因高玉宝原文无法修改，根据组织授意荒草代笔。1955年小说出版后，每版《高玉宝》必附荒草《我怎样帮助高玉宝同志修改小说》，稿酬平分。1957年反右运动后，荒草的名字和后记退出再版的《高玉宝》。1960年人民出版社再版時，刪掉荒草的名字和后记，稿酬不再分給荒草。